# Большой Красногор
Большой Красногор — село, административный центьр Красногорского сельсовета в Уренском районе Нижегородской области.

## География
Находится на расстоянии примерно 21 километр по прямой на северо-восток от районного центра города Урень.

## История
Село основано предположительно в середине XVIII века переселенцами из деревни Крутцы Ветлужского уезда, альтернативное название Чернодыркино было связано с топкой печей в избах «по-черному». До 1935 года входило в Ветлужский район. Являлось монастырским владением. В 1870 году учтено было дворов 11, жителей 67, в 1914 40 дворов. С 1894 по 1927 год действовала Николаевская церковь. В советское время работали колхозы «Автодор» и «Красногор». В 1956 году учтено 142 жителя, в 1994 – 120 хозяйств и 355 жителей. В 1973 году построен дом культуры.

## Население
Постоянное население  составляло 310 человек (русские 98%) в 2002 году, 214 в 2010 .